# Atlantocuma (Atlantocuma) bidentatum
Atlantocuma (Atlantocuma) bidentatum is een zeekommasoort uit de familie van de Bodotriidae. De wetenschappelijke naam van de soort is voor het eerst geldig gepubliceerd in 1989 door Ledoyer.